# Zephyranthes andina
Zephyranthes andina là một loài thực vật có hoa trong họ Amaryllidaceae. Loài này được (R.E.Fr.) Traub miêu tả khoa học đầu tiên năm 1951.